# Memphis Industries
Memphis Industries  es una compañía discográfica independiente británica fundada en 1998 por los hermanos Ollie Jacob y Matt Jacob.
El primer material discográfico de la discográfica fue el EP titulado "Blue States' Forever" que fue realizado por los grupos The Go! Team y Field Music.
La discográfica se encarga de difundir artistas de parte del seguimiento de culto.

## Algunos artistas de la discográfica
- Arthur & Yu
- Blue States
- Dungen
- El Perro del Mar
- Jukeboxer
- Menace Band
- NZCA Lines
- Poliça
- The Pipettes
- The Go! Team
- Tokyo Police Club